# Jakovljev Jak-9
Jakovljev Jak-9 (rusko Яковлев Як-9) je bilo eno najboljših lovskih letal druge svetovne vojne in je bilo zadnje, najbolj izpopolnjeno letalo iz niza, ki se je začel s poletom modela Jak-1.

## Zgodovina
Jak-9 je začel svojo operativno pot med bitko za Stalingrad.
Proizvodnja se je končala leta 1946 s 16.769 izdelanimi letali.
V začetku 90. let 20. stoletja je Jakovljev ponovno začel omejeno proizvodnjo teh letal, ki so v rabi kot civilna oz. šolska letala.

## Različice

### Jak-9M
Jak-9M je bila izboljšana različica osnovnega modela, kateri so dodali še en mitraljez kalibra 12,7 mm.

### Jak-9D
Jak-9D je bil daljinski (long range) spremljevalni lovec z močnejšim motorjem in povečanim rezervoarjem za gorivo.

### Jak-9T
Jak-9T je bil jurišnik, namenjen za uničevanje tankov. Bil je opremljen z enim 37- ali 45-mm topom ter z dodatnimi nosilci za protitankovske bombe na krilih.

### Jak-9K
Jak-9K je bil težki jurišnik-protioklepni lovec, ki je imel vgrajen en 45-mm top.

### Jak-9B
Jak-9B je bil lahki bombnik, ki je imel vgrajen močnejši motor in dodane nosilce za štiri 100-kg bombe.

### Jak-9MPVO
Jak-9MPVO je bil nočni lovec, opremljen z iskalnimi žarometi za osvetlitev svojega cilja.

### Jak-9DD
Jak-9DD je bila izboljšana različica modela Jak-9D, ki je imela vgrajene nosilce za dodatne, zunanje, rezervoarje za gorivo.

### Jak-9U
Jak-9U je bilo šolsko letalo, izdelano v treh različicah.

### Jak-9P
Jak-9P je bil povojno zgrajeni lovec-prestreznik, ki je imel vgrajen motor Klimov VK-107A (1.650 hp (1.230,4 kW)) in dva 20-mm topova.

### Jak-9R
Jak-9R je bila izvidniška različica.

## Uporabniki
Edini uporabnik je bila Sovjetska zveza.